# Konservativt idéforum
Konservativt idéforum, KIF, var en svensk nykonservativ förening och tankesmedja, verksam 1971–1983, grundad av bland annat Claes Ryn, Bertil Häggman och Sven Lindgren.

## Historik
Grundarna var inspirerade av de nykonservatismen i Förenta staterna och ville introducera tankegods från denna rörelse i den svenska samhällsdebatten. KIF anordnade seminarier och utgav böcker och småskrifter. Föreningen var, med undantag för en tids uppehåll innan år 1980, aktiv fram till 1983.[källa behövs]